# Rashmika Mandanna
Rashmika Mandanna, née le 5 avril 1996 est une actrice indienne qui travaille principalement dans des films Télougou et Kannada en plus de quelques films Hindi et Tamouls.
Elle est récipiendaire de quatre prix SIIMA et d'un Filmfare Awards South. Elle a fait ses débuts d'actrice avec le film Kannada Kirik Party (2016) et a ensuite travaillé dans le film Télougou Chalo (2018), le film Tamoul Sulthan (2021) et le film Hindi Goodbye (2022).

## Biographie

### Enfance et éducation
Rashmika Mandanna est née le 5 avril 1996 dans une famille Kodava de Suman et Madan Mandanna à Virajpet, une ville du district de Kodagu au Karnataka. Elle a terminé ses premières études à la Coorg Public School de Kodagu. Elle a étudié pour un baccalauréat en psychologie, journalisme et littérature anglaise au MS Ramaiah Collège des arts, des sciences et du commerce à Bangal.

## Filmographie

### Actrice
| Année | Film                     | Rôle(s)              | Langues  |
| ----- | ------------------------ | -------------------- | -------- |
| 2016  | Kirik Party              | Saanvi Joseph        | Kannada  |
| 2017  | Anjani Putra             | Geetha               | Kannada  |
| 2017  | Chamak                   | Kushi                | Kannada  |
| 2018  | Chalo                    | L. Karthika          | Télougou |
| 2018  | Geetha Govindam          | Geetha               | Télougou |
| 2018  | Devadas                  | Pooja                | Télougou |
| 2019  | Yajamana                 | Kaveri               | Kannada  |
| 2019  | Dear Comrade             | Aparna "Lilly" Devi  | Télougou |
| 2020  | Sarileru Neekevvaru      | Samskruthi           | Télougou |
| 2020  | Bheeshma                 | Chaithra             | Télougou |
| 2021  | Pogaru                   | Geetha               | Kannada  |
| 2021  | Sulthan                  | Rukmani              | Tamoul   |
| 2021  | Pushpa: The Rise         | Srivalli             | Télougou |
| 2022  | Aadavallu Meeku Johaarlu | Aadhya               | Télougou |
| 2022  | Sita Ramam               | Waheeda / Afreen Ali | Télougou |
| 2022  | Goodbye                  | Tara Bhalla          | Hindi    |
| 2023  | Varisu                   |                      | Tamoul   |
| 2023  | Mission Majnu            | Nasreen              | Hindi    |

### Clips musicaux
- 2021 : Top Tucker

## Récompenses et nominations
| Film                | Récompense                                   | Catégorie                                    | Résultat   |
| ------------------- | -------------------------------------------- | -------------------------------------------- | ---------- |
| Kirik Party         | 6ème SIIMA Awards                            | Meilleure actrice débutante - Kannada        | Lauréat    |
| Kirik Party         | 2ème IIFA Utsavam                            | Meilleure actrice - Kannada                  | Nomination |
| Anjani Putra        | Zee Kannada Hemmeya Kannadathi Awards        | Meilleure Actrice                            | Lauréat    |
| Chamak              | 65ème Filmfare Awards South                  | Meilleure actrice - Kannada                  | Nomination |
| Chamak              | 7ème SIIMA Awards                            | Meilleure actrice - Kannada                  | Nomination |
| Chalo               | Radio City Cine Awards                       | Meilleur début                               | Nomination |
| Chalo               | Radio City Cine Awards                       | Meilleure héroïne                            | Nomination |
| Geetha Govindam     | Zee Cine Awards Telugu 2019                  | Actrice favorite                             | Lauréat    |
| Geetha Govindam     | 8ème SIIMA Awards                            | Meilleure actrice - Télougou                 | Nomination |
| Geetha Govindam     | 66ème Filmfare Awards South                  | Meilleure actrice - Télougou                 | Nomination |
| Geetha Govindam     | 66ème Filmfare Awards South                  | Meilleure actrice (des critiques) - Télougou | Lauréat    |
| Dear Comrade        | Behinwoods Gold Medals                       | Meilleure actrice (des critiques) - Télougou | Lauréat    |
| Dear Comrade        | 9ème South Indian International Movie Awards | Meilleure actrice - Télougou                 | Nomination |
| Dear Comrade        | 9ème South Indian International Movie Awards | Meilleure actrice (des critiques) - Télougou | Lauréat    |
| Yajamana            | 9ème South Indian International Movie Awards | Meilleure actrice - Kannada                  | Nomination |
| Yajamana            | 9ème South Indian International Movie Awards | Meilleure actrice (des critiques) - Kannada  | Lauréat    |
| Sarileru Neekevvaru | 10ème SIIMA Awards                           | Meilleure actrice - Télougou                 | Nomination |